# 蠡州
蠡州，中国唐朝时设置的州。
武德五年（622年）置，治所在博野县（即今河北省蠡县）。八年省，九年复置。貞觀元年（627年）又省。金朝天德三年（1151年）复置蠡州。辖境相当今河北省博野、蠡县及高阳县南部地。元朝至元三年（1266年）省博野县入州。明朝洪武八年（1375年）降州为蠡县，属保定府。 